# خوش‌بوته‌زار

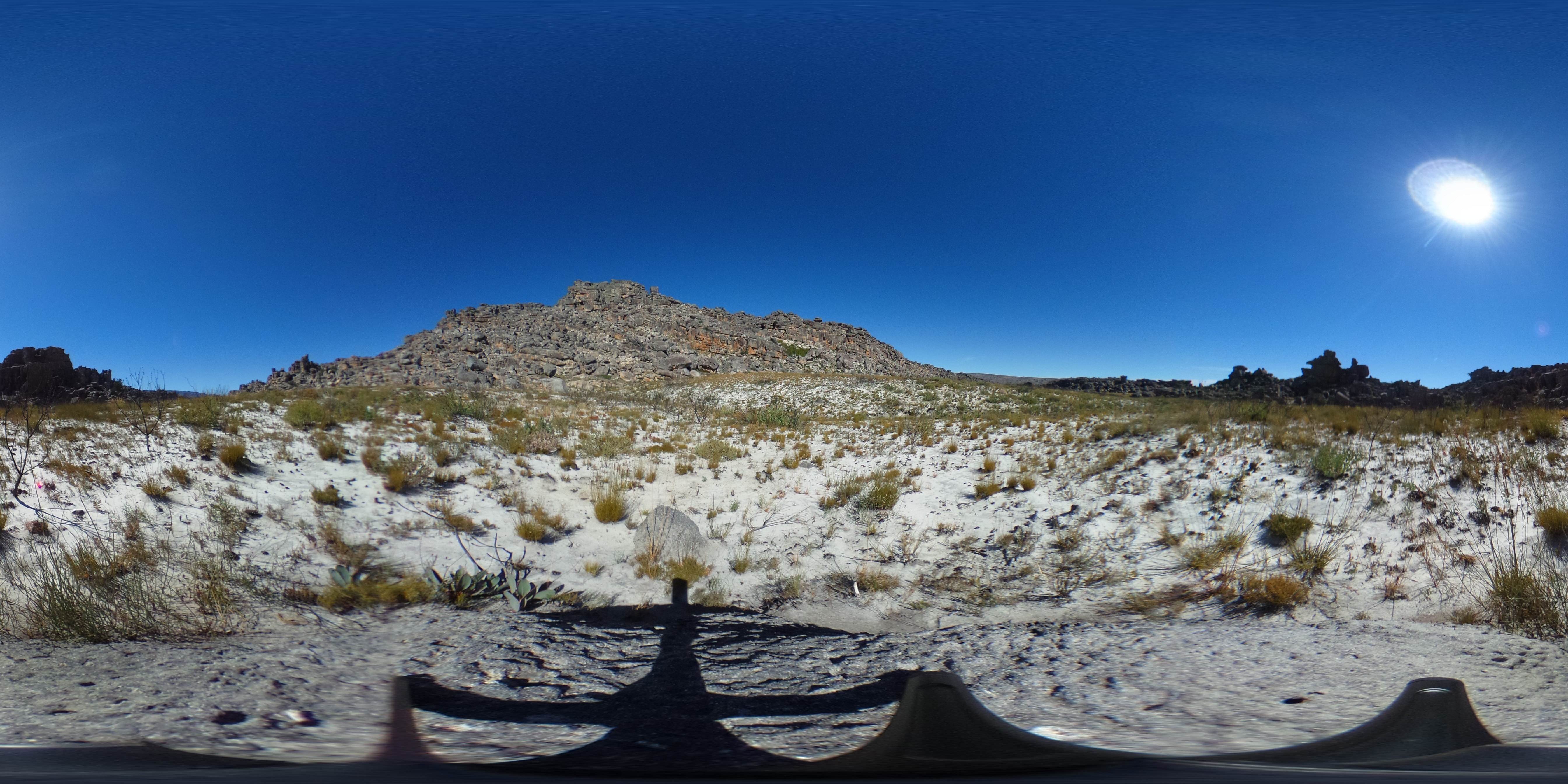
یک عکس ۳۶۰ درجه از خوش‌بوته‌زار در بخش گروت وینترهوک در کوه‌های کیپ فولد حدود ۱۸ ماه پس از آتش‌سوزی. گیاهان جدید در مراحل مختلف رشد پس از آتش‌سوزی دیده می‌شوند. خاک سفید نابارور که خوش‌بوته‌زار تمایل به رشد در آن دارند نیز به وضوح قابل دیدن است.

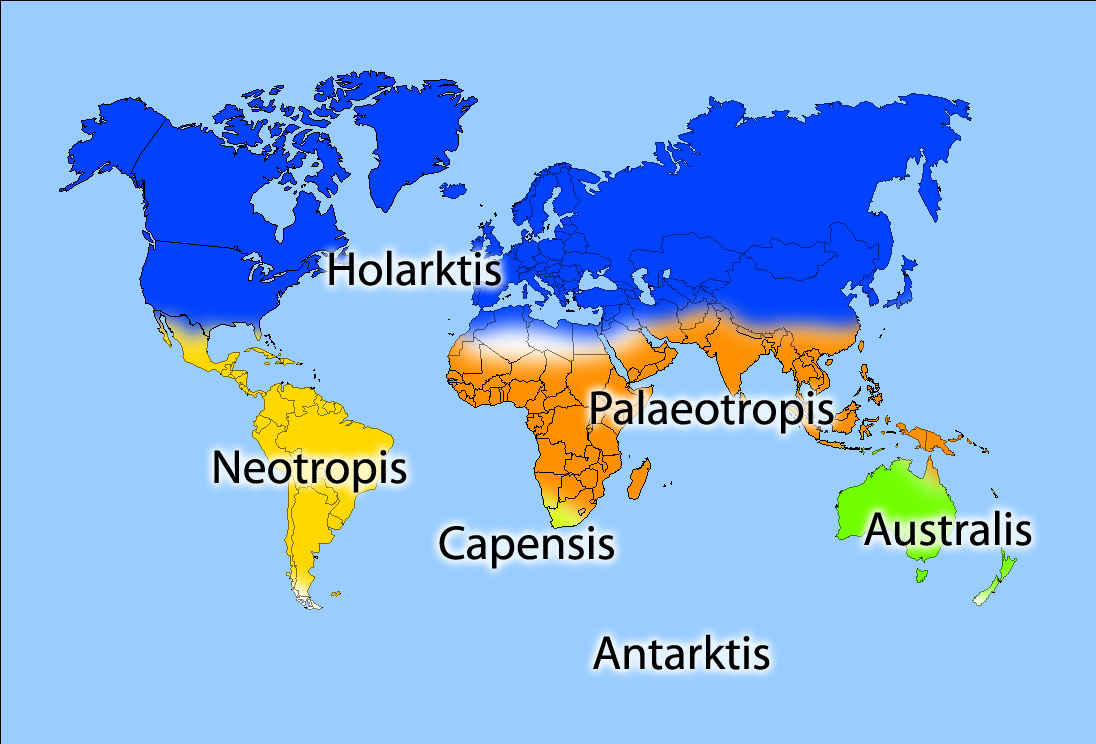
پادشاهی گل دماغه (Capensis) یکی از تنها شش پادشاهی گیاه‌شناسی در جهان است. همچنین کوچک‌ترین و غنی‌ترین در واحد مساحت است.

خوش‌بوته‌زار یا فین‌بوس‌ها (به انگلیسی: Fynbos) (Afrikaans pronunciation: fɛinbos، به معنی بوته‌های خوب) کمربند کوچکی از بوته‌زارهای طبیعی یا پوشش گیاهی گرمسیری است که در استان‌های دماغه غربی و دماغه شرقی آفریقای جنوبی قرار دارد. این منطقه عمدتاً ساحلی و کوهستانی است و دارای آب‌وهوای مدیترانه‌ای و زمستان‌های بارانی است. منطقه بوم‌زیست خوش‌بوته‌زار در منطقهٔ جنگل‌های مدیترانه، جنگل‌ها و بیوم بوته‌ها قرار دارد. در زمینه‌های مرتبط با جغرافیای زیستی، خوش‌بوته‌زار به دلیل تنوع زیستی استثنایی و بوم‌زادی، که از حدود ۸۰ درصد (۸۵۰۰ خوش‌بوته) گونه‌های منطقه پادشاهی گل کیپ، که نزدیک به ۶۰۰۰ مورد از آنها بومی هستند، شناخته می‌شود. این سرزمین همچنان با تهدیدهای شدید انسانی روبرو است، اما به دلیل استفاده‌های اقتصادی فراوان از خوش‌بوته‌ها، تلاش‌های حفاظتی برای کمک به بازسازی آن انجام می‌شود.

## جانوران
خوش‌بوته‌زار خانه بسیاری از جانوران منحصر به فرد و بومی است که دارای هفت گونه پرنده بومی و چندین گونه ناشناخته از خزندگان بومی، دوزیستان و بندپایان است. هفت گونه بومی پرندگان عبارتند از: سنگ‌پر دماغه، پرنده‌شکری دماغه، سسک ویکتوری، شهدخوار سینه‌نارنجی، دانه‌خوار شکربوته‌ای، سهره زرد دماغه و بلدرچین بوته‌ای هاتن‌تات.